# Early Days Tour
Early Days Tour – cykl koncertów, jakie heavymetalowa formacja Iron Maiden dała na terenie Wielkiej Brytanii, w okresie 1 maja 1976 roku – 20 sierpnia 1979 roku. Na kilka miesięcy przed premierowym koncertem w historii, istniejący już zespół skoncentrował się na przygotowaniu autorskiego materiału. Początek istnienia formacji datuje się na 25 grudnia 1975 roku, kiedy to były basista zespołów Smiler i Gypsy’s Kiss (1971–1975) – Steve Harris – zrealizował swój plan założenia własnej grupy. Nazwę Iron Maiden, oznaczającą „żelazną dziewicę”, Harris zapożyczył z tytułu filmu Człowiek w żelaznej masce (The Man in the Iron Mask). Oprócz założyciela formację dopełniali: wokalista Paul Day, perkusista Ron Matthews i gitarzyści Terry Rance oraz Dave Sullivan. Debiutancki koncert grupa zagrała pierwszego maja 1976 w Poplar w Londynie.
We wrześniu 1976 do zespołu dołączył nowy wokalista Dennis Wilcock, zastępując Daya. Od tego momentu Iron Maiden wpadli w korowód licznych roszad personalnych. Grupa dała jeszcze kilka koncertów, po czym Dave Sullivan został zastąpiony przez Dave’a Murraya. Od kapeli odszedł także drugi gitarzysta – Terry Rance. Jego miejsce zajął Bob Sawyer, który doprowadził do antagonizmów pomiędzy Dave’em Murrayem oraz Dennisem Wilcockiem, co ostatecznie przekonało Harrisa, by pozbyć się z zespołu obu gitarzystów (Wilcock pozostał w składzie). Murray został usunięty już po pierwszym występie w 1977 roku, a Sawyer po odegraniu większości zaplanowanych koncertów. Na ich miejsce przyjęci zostali Terry Wapram oraz klawiszowiec Tony Moore. W tym samym czasie do Iron Maiden dołączył także perkusista Barry Graham (znany jako Thunderstick). W tym składzie grupa dała tylko jeden koncert – w klubie „The Bridge House”, muzycy zapamiętali go jako fatalny występ. Steve Harris postanowił wówczas zwolnić wszystkich kolegów i zbudować zespół od podstaw. Do Iron Maiden powrócił więc Dave Murray oraz został przyjęty nowy perkusista Doug Sampson. Zespół gorączkowo poszukiwał wokalisty, co zaowocowało zatrudnieniem zdradzającego punkrockowe inklinacje Paula Di’Anno.
W okresie 1 maja 1976 do czerwca 1979 roku, grupa dała setki klubowych koncertów na terenie Anglii. Za organizację poszczególnych etapów tras odpowiadał Steve Harris, przygotowywał także pierwsze grafiki i plakaty promujące występy formacji. Nie stanowiło to problemu, albowiem basista był kreślarzem i wprawnie wykorzystywał swoje umiejętności. Muzycy byli zdani na siebie, a w realiach show-biznesu lansującego modę na punk rock, nie mogli liczyć na wsparcie ze strony wpływowych przedstawicieli wytwórni płytowych czy promotorów. W połowie 1979 roku Iron Maiden nawiązali współpracę z menedżerem Rodem Smallwoodem. Przez cztery lata zespół dał łącznie kilkaset koncertów, głównie w londyńskich klubach (m.in. The Cart And Horses, The Ruskin Arms, The Marquee czy The Soundhouse), lecz nie zdołał nagrać żadnej płyty. Pierwsza okazja nadarzyła się ku temu 31 grudnia 1978 roku. W noc sylwestrową powstało pierwsze demo zespołu z czterema utworami, które później zostało opublikowane jako The Soundhouse Tapes jednak bez kompozycji „Strange World”, gdyż zespół uznał, iż jakość nagrania jest zbyt słaba. Rejestracja dema kosztowała muzyków 200 funtów. Wszystkie 5000 egzemplarzy rozeszło się w kilka tygodni. EP sprzedawana była wyłącznie na drodze wysyłkowej.
W ówczesnym czasie znaczącą rolę w wypromowaniu zespołu odegrał lokalny DJ Neal Kay, organizujący w rockowym klubie „Heavy Metal Soundhouse” wieczory z heavy metalem, prezentując zgromadzonej widowni nagrania młodych, dopiero debiutujących formacji. Kiedy przedstawił publiczności utwory Iron Maiden, pochodzące z dema The Soundhouse Tapes, zainteresowanie poczynaniami grupy znacznie wzrosło. Utwór „Prowler” uplasował się na szczycie zestawienia listy najpopularniejszych piosenek ciężkiego rocka, cyklicznie drukowanej na łamach magazynu „Sounds”. W 1979 roku grupa dobierała dodatkowych gitarzystów. Byli to kolejno: Paul Cairns, Paul Todd i Dave Mac, którzy nie zapisali się w żaden szczególny sposób w dziejach formacji oraz Tony Parsons. Był on członkiem zespołu równie krótko, jak trzej wyżej wymienieni muzycy, ale to właśnie z jego udziałem grupa uczestniczyła w nagrywaniu kompilacji Metal for Muthas. Co bardzo istotne, zespół już na tamtym poziomie dorobił się sporej grupy oddanych fanów, identyfikujących się z prezentowaną muzyką oraz stylem bycia, lansowanym przez jej twórców. Koniec lat '70 w UK to jednocześnie okres wyłaniania się nowego nurtu ciężkiego rocka, nazywanego „Nowa Fala Brytyjskiego Heavy Metalu”. Iron Maiden stali na czele wspomnianego zjawiska, wraz z innymi formacjami jednoznacznie identyfikując się, a zarazem nadając kształt fenomenowi, który świat miał poznać jako heavymetalowa subkultura muzyczna. Już wkrótce na całym świecie zaroiło się od setek tego typu formacji, również w Polsce.

## Supporty
- Toad The Wet Sprocket – koncerty w UK 1977[15]
- Neal Kay – koncerty w UK 1978–1979[15]
- Nutz – koncerty w UK[15]
- Angel Witch – koncerty w UK 1979[15]
- Blitzkrieg – koncerty w UK 1979[15]
- Diamond Head – koncerty w UK 1979[15]
- Praying Mantis – koncerty w UK 1979[15]
- Ian Fleming – koncerty w UK 1978/79[15]
- Dog Watch – koncerty w UK 1976 – 1978[15]
- Air Aces – koncerty w UK 1976[15]
- The Monos – koncerty w UK 1976 – 1977[15]
- Quartz – koncerty w UK 1978[15]
- Wounded John Scott Cree – koncerty w UK 1978 i 1979[15]
- Magnum Force – koncerty w UK 1979[15]
- Bombshell – koncerty w UK 1977 i 1979[15]
- BlitzFish – koncerty w UK 1977, 1978 i 1979[15]
- Easy – koncerty w UK 1976, 1977 i 1979[15]
- Sledgehammer – Music Machine, 1979[15]
- Jugglers – koncerty w UK 1976, 1977, 1978 i 1979[15]
- Fist – koncerty w UK 1978 i 1979[15]
- Colossus – koncerty w UK 1979[15]
- Urchin – koncerty w UK 1979[15]
- Tygers of Pan Tang – koncerty w UK 1978 i 1979[15]
- Jerry Floyd – koncerty w UK 1979[15]
- Witchfynde – koncerty w UK1978 i 1979[15]
- Sparta – koncerty w UK 1978 i 1979[15]
- Eagle – koncerty w UK 1977, 1978 i 1979[15]
- Holocaust – koncerty w UK 1979[15]
- Medusa – Bingley Hall, Birmingham 1979[15]

## Artyści supportowani przez Iron Maiden
- Saxon – wybrane koncerty w 1979 roku[15]
- Motorhead – wybrane koncerty w 1979 roku[15]
- Samson – wybrane koncerty w 1979 roku[15]

## Setlista
- Introdukcja: „The Ides of March” od 1978 roku na każdym koncercie[16]

1. „Prowler” (z albumu Iron Maiden, 1980)
2. „Sanctuary” (z albumu Iron Maiden, 1980)
3. „Wrathchild” (z albumu Killers, 1981)
4. „Remember Tomorrow” (z albumu Iron Maiden, 1980)
5. „Running Free” (z albumu Iron Maiden, 1980)
6. „Burning Ambition” (b-strona singla „Running Free”, 1980)
7. „Transylvania” (z albumu Iron Maiden, 1980)
8. „Invasion” (b-strona singla „Women in Uniform”, 1980)
9. „Charlotte The Harlot” (z albumu Iron Maiden, 1980)
10. „Phantom of the Opera” (z albumu Iron Maiden, 1980)
11. „Iron Maiden” (z albumu Iron Maiden, 1980)

Bisy:
1. „Floating” (wczesna wersja utworu „Purgatory”)
2. „Guitar Solo” (popis gitarzysty Dave’a Murraya)
3. „Drifter” (z albumu Killers, 1981)

Uwagi:
- Wersje poszczególnych kompozycji różniły się od tych, znanych z oficjalnych albumów[16].
- W miarę postępów na gruncie warsztatowym, w repertuarze pojawiały się kolejne utwory, które w późniejszym czasie zasiliły program pierwszych dwóch albumów formacji: „Strange World”, „Innocent Exile” czy „Another Life”[16].
- Formacja wykonywała również własne wersje cudzych kompozycji np. „Ain’t Talk About Love” (Van Halen), „Black Night” (Deep Purple), „Doctor, Doctor” (UFO), „My Generation” (The Who), „I’ve Got The Fire” (Montrose) czy „Lights Out” (UFO)[16].

## Oprawa trasy

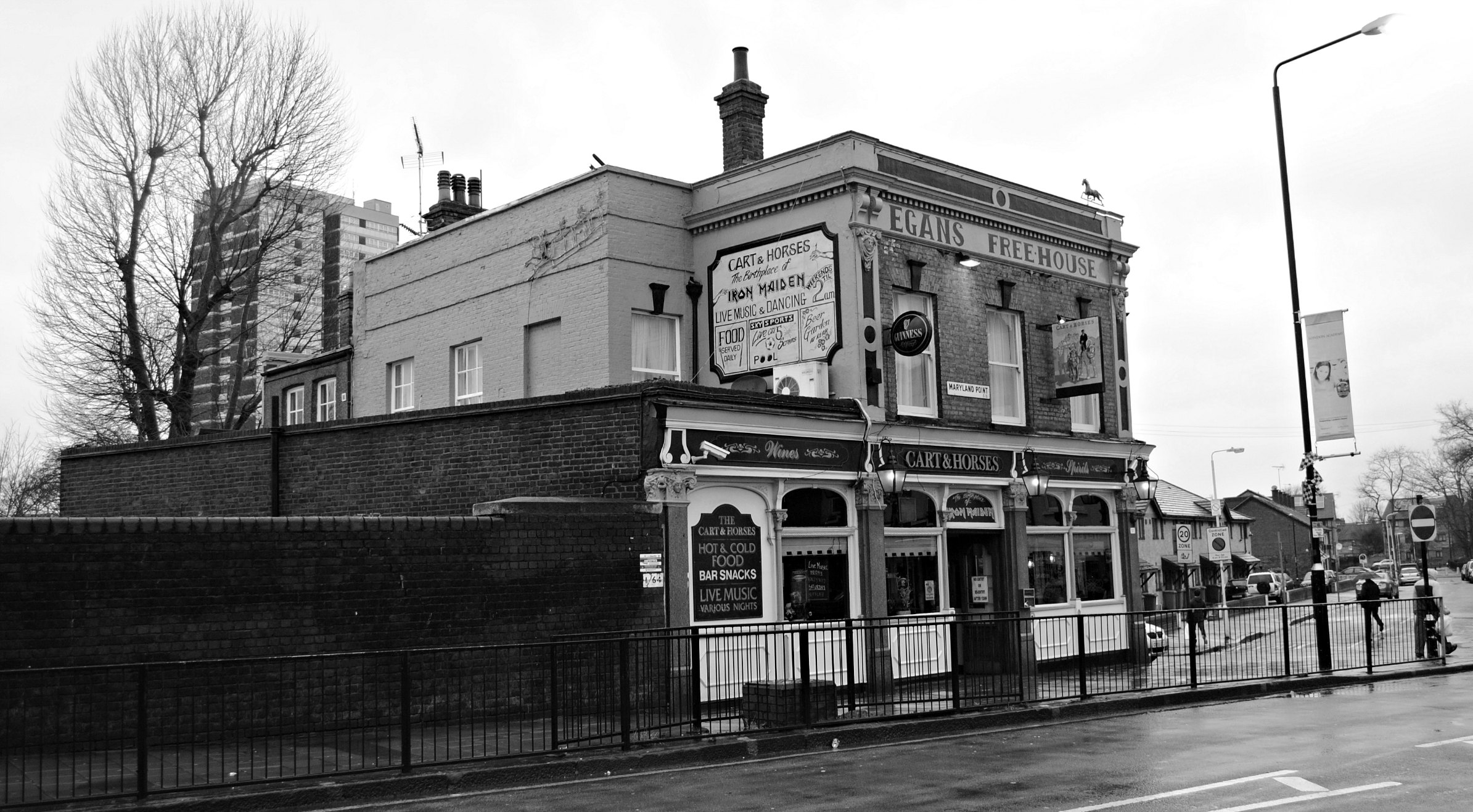
Typowy lokal pierwszych koncertów Iron Maiden.

Występy, jakie Iron Maiden dawali w latach 1976–1979, trudno uznać za jednolitą trasę koncertową. Były to raczej ciągi koncertów obejmujących Londyn i okolice, organizowanych przez samych muzyków i osoby zaprzyjaźnione, poświęcające zespołowi swój wolny czas i służące pomocą przy organizowaniu kolejnych koncertów. Regularności występów nie sprzyjały bezustanne roszady personalne. Wystarczy wspomnieć, iż we wspomnianym okresie grupa korzystała z usług kilku różnych gitarzystów, perkusistów, w końcu trzech wokalistów. Na dobrą sprawę wiadomo było, iż w zespole jedyną stale występującą osobą jest niekwestionowany lider, kompozytor muzyki i założyciel – Steve Harris.
Już na tamtym undergroundowym etapie, muzycy przywiązywali niebagatelną rolę do wizerunku estradowego. Począwszy od połykającego szpady i plującego sztuczną krwią frontmana Dennisa Wilcocka, poprzez zainstalowanie specjalnie podświetlanej tablicy z logo grupy, a skończywszy na amatorskich efektach pirotechnicznych i świetlnych. Koncerty zespołu stanowiły fuzję ekspresyjnego hard rocka z naznaczonym czarnym humorem image. Formacja bardzo często wykorzystywała przedmioty codziennego użytku na potrzeby stworzenia show estradowego – np. oświetlenie choinkowe, zestaw do nawadniania i natleniania akwarium, domowej roboty petardy i reflektory. Nad zestawem perkusyjnym zazwyczaj znajdowała się podświetlana tablica z logo formacji oraz alabastrową maską Nosferatu, z ust której wyciekała koloryzowana substancja, imitująca krew.
Pierwsza maskotka zespołu nosiła nazwę „Prowler”, pojawiała się na ulotkach i plakatach (również powielanych i projektowanych samodzielnie) reklamujących koncerty. Podczas występów frontman przywdziewał maskę, imitującą zdeformowaną twarz starca, zazwyczaj pojawiał się w niej w trakcie wykonywania utworu „Iron Maiden” oraz „Prowler”. Dzięki pomocy finansowej rodzinny Steve’a Harrisa zakupiono starą furgonetkę, którą przemieszczała się z koncertu na koncert. Muzycy nazywali ją pieszczotliwie „Green Goddess” (pol.: Zielona Bogini). Wszyscy wzięli sobie bardzo głęboko do serca punkrockowe hasło DIY (Do It Yourself – pol. Zrób To Sam) bowiem pragnęli pozostać całkowicie niezależni od muzycznego establishmentu, realizowali owe idee z zadziwiającą konsekwencją, zyskując szacunek i sympatię zdeklarowanych fanów. W 1979 roku powstał również pomysł upiornej maskotki Eddie the Head, która od tamtej pory już stale towarzyszy grupie, przybierając coraz wymyślniejsze formy i monstrualne rozmiary. Pomysłodawcą wizerunku Eddiego był artysta Derek Riggs, który od dłuższego czasu starał się zainteresować swoimi pracami wydawców muzycznych i managerów.

## Daty trasy
UWAGA! w wyniku aktualizacji danych, nazwy obiektów nie muszą się pokrywać ze stanem pierwotnym, znanym z materiałów prasowych grupy.
| Data                 | Miasto          | Kraj            | Obiekt                   |
| Europa – Anglia      | Europa – Anglia | Europa – Anglia | Europa – Anglia          |
| -------------------- | --------------- | --------------- | ------------------------ |
| 1 maja 1976          | Londyn          | Anglia          | St. Nicholas Church Hall |
| 9 czerwca 1976       | Londyn          | Anglia          | The Cart & Horses P.H.   |
| 15 czerwca 1976      | Londyn          | Anglia          | The Bridgehouse P.H.     |
| 17 czerwca 1976      | Londyn          | Anglia          | The Bridgehouse P.H.     |
| 18 czerwca 1976      | Londyn          | Anglia          | The Bridgehouse P.H.     |
| 19 czerwca 1976      | Londyn          | Anglia          | The Bridgehouse P.H.     |
| 20 czerwca 1976      | Londyn          | Anglia          | The Bridgehouse P.H.     |
| 24 czerwca 1976      | Londyn          | Anglia          | The Cart & Horses P.H.   |
| 1 lipca 1976         | Londyn          | Anglia          | The Cart & Horses P.H.   |
| 8 lipca 1976         | Londyn          | Anglia          | The Cart & Horses P.H.   |
| 22 lipca 1976        | Londyn          | Anglia          | The Cart & Horses P.H.   |
| 29 lipca 1976        | Londyn          | Anglia          | The Cart & Horses P.H.   |
| 7 sierpnia 1976      | Londyn          | Anglia          | The Windsor Castle P.H.  |
| 19 sierpnia 1976     | Londyn          | Anglia          | The Cart & Horses P.H.   |
| 22 sierpnia 1976     | Dagenham        | Anglia          | The Merry Fiddlers       |
| 28 sierpnia 1976     | Londyn          | Anglia          | Dave Beasley’s Party     |
| 29 sierpnia 1976     | Dagenham        | Anglia          | The Merry Fiddlers       |
| 30 sierpnia 1976     | Bethnal Green   | Anglia          | E2                       |
| 3 września 1976      | Londyn          | Anglia          | The Harrow P.H., Barking |
| 4 września 1976      | Dagenham        | Anglia          | The Merry Fiddlers       |
| 5 września 1976      | Dagenham        | Anglia          | The Merry Fiddlers       |
| 6 września 1976      | Londyn          | Anglia          | The Plough & Harrow P.H. |
| 7 września 1976      | Londyn          | Anglia          | The Cart & Horses P.H.   |
| 18 września 1976     | Londyn          | Anglia          | The Bridgehouse P.H.     |
| 20 września 1976     | Londyn          | Anglia          | Allen Gordon’s Studios   |
| 23 września 1976     | Londyn          | Anglia          | The Cart & Horses P.H.   |
| 5 października 1976  | Londyn          | Anglia          | The Queen Elizabeth P.H. |
| 15 października 1976 | Londyn          | Anglia          | The Harrow P.H.          |
| 16 października 1976 | Londyn          | Anglia          | The Harrow P.H.          |
| 18 października 1976 | Londyn          | Anglia          | The Bridgehouse P.H.     |
| 5 listopada 1976     | Londyn          | Anglia          | The Cart & Horses P.H.   |
| 13 listopada 1976    | Londyn          | Anglia          | The Queen Elizabeth P.H. |
| 14 listopada 1976    | Londyn          | Anglia          | The Queen Elizabeth P.H. |
| 16 listopada 1976    | Londyn          | Anglia          | Polytechnic              |
| 18 listopada 1976    | Londyn          | Anglia          | Assembly Hall            |
| 1 stycznia 1977      | Londyn          | Anglia          | The Card & Horses P.H.   |
| 7 stycznia 1977      | Londyn          | Anglia          | The Card & Horses P.H.   |
| 14 stycznia 1977     | Londyn          | Anglia          | The Card & Horses P.H.   |
| 21 stycznia 1977     | Londyn          | Anglia          | The Card & Horses P.H.   |
| 28 stycznia 1977     | Londyn          | Anglia          | The Card & Horses P.H.   |
| 4 lutego 1977        | Londyn          | Anglia          | The Card & Horses P.H.   |
| 11 lutego 1977       | Londyn          | Anglia          | The Card & Horses P.H.   |
| 18 lutego 1977       | Londyn          | Anglia          | The Card & Horses P.H.   |
| 25 lutego 1977       | Londyn          | Anglia          | The Card & Horses P.H.   |
| 4 marca 1977         | Londyn          | Anglia          | The Card & Horses P.H.   |
| 11 marca 1977        | Londyn          | Anglia          | The Bridgehouse P.H.     |
| 18 marca 1977        | Stratford       | Anglia          | The Roxy                 |
| 25 marca 1977        | Stratford       | Anglia          | The Roxy                 |
| 28 kwietnia 1977     | Londyn          | Anglia          | The Bridgehouse P.H.     |
| 5 maja 1977          | Londyn          | Anglia          | The Bridgehouse P.H.     |
| 14 maja 1977         | Londyn          | Anglia          | The Bridgehouse P.H.     |
| 19 maja 1977         | Londyn          | Anglia          | The Bridgehouse P.H.     |
| 29 maja 1977         | Londyn          | Anglia          | The Bridgehouse P.H.     |
| 2 czerwca 1977       | Londyn          | Anglia          | The Bridgehouse P.H.     |
| 3 czerwca 1977       | Londyn          | Anglia          | The Bridgehouse P.H.     |
| 6 czerwca 1977       | Londyn          | Anglia          | The Bridgehouse P.H.     |
| 9 czerwca 1977       | Londyn          | Anglia          | The Green Man P.H.       |
| 23 czerwca 1977      | Londyn          | Anglia          | Music Machine            |
| 24 czerwca 1977      | Londyn          | Anglia          | The Harrow P.H.          |
| 25 czerwca 1977      | Londyn          | Anglia          | The Harrow P.H.          |
| 27 czerwca 1977      | Londyn          | Anglia          | The Harrow P.H.          |
| 1 lipca 1977         | Londyn          | Anglia          | The Harrow P.H.          |
| 2 lipca 1977         | Londyn          | Anglia          | The Harrow P.H.          |
| 4 lipca 1977         | Londyn          | Anglia          | The Bridgehouse P.H.     |
| 8 lipca 1977         | Londyn          | Anglia          | The Harrow P.H.          |
| 9 lipca 1977         | Londyn          | Anglia          | The Plough & Harrow P.H. |
| 11 lipca 1977        | Londyn          | Anglia          | The Bridgehouse P.H.     |
| 12 lipca 1977        | Londyn          | Anglia          | The Tramshed P.H.        |
| 15 lipca 1977        | Londyn          | Anglia          | The Harrow P.H.          |
| 16 lipca 1977        | Londyn          | Anglia          | The Harrow P.H.          |
| 18 lipca 1977        | Londyn          | Anglia          | The Bridgehouse P.H.     |
| 29 lipca 1977        | Londyn          | Anglia          | The Bridgehouse P.H.     |
| 10 listopada 1977    | Londyn          | Anglia          | The Bridgehouse P.H.     |
| 13 listopada 1977    | Londyn          | Anglia          | The Green Man P.H.       |
| 3 lutego 1978        | Londyn          | Anglia          | The Orange Tree P.H.     |
| 4 lutego 1978        | Londyn          | Anglia          | The Windsor Castle P.H.  |
| 17 lutego 1978       | Londyn          | Anglia          | The Bridgehouse P.H.     |
| 8 kwietnia 1978      | Londyn          | Anglia          | The Bridgehouse P.H.     |
| 31 grudnia 1978      | Londyn          | Anglia          | The Ruskin Arms P.H.     |
| 15 lutego 1979       | Londyn          | Anglia          | The Bridgehouse P.H.     |
| 17 lutego 1979       | Londyn          | Anglia          | The Ruskin Arms P.H.     |
| 9 kwietnia 1979      | Londyn          | Anglia          | The Brecknock P.H.       |
| 23 kwietnia 1979     | Londyn          | Anglia          | The Brecknock P.H.       |
| 8 maja 1979          | Londyn          | Anglia          | Music Machine            |
| 18 maja 1979         | Brighton        | Anglia          | Polytechnic              |
| 19 maja 1979         | Londyn          | Anglia          | Kingsbury Circle         |
| 20 maja 1979         | Londyn          | Anglia          | Kingsbury Circle         |
| 25 maja 1979         | Cambridge       | Anglia          | Tech. College            |
| 26 maja 1979         | Guildford       | Anglia          | Surrey University        |
| 18 czerwca 1979      | Londyn          | Anglia          | The Bridgehouse P.H.     |
| 22 czerwca 1979      | Axminster       | Anglia          | Guildhall                |
| 1 lipca 1979         | Londyn          | Anglia          | The Windsor Castle P.H.  |
| 3 lipca 1979         | Londyn          | Anglia          | The Swan P.H.            |
| 4 lipca 1979         | Londyn          | Anglia          | Music Machine            |
| 8 lipca 1979         | Stratford       | Anglia          | Windsor Castle           |
| 14 lipca 1979        | Guildford       | Anglia          | Civic Hall               |
| 16 lipca 1979        | Londyn          | Anglia          | Music Machine            |
| 6 sierpnia 1979      | Londyn          | Anglia          | Music Machine            |
| 10 sierpnia 1979     | Londyn          | Anglia          | Music Machine            |

- Aż 96 koncertów muzycy zagrali w Londynie i okolicznych dzielnicach[18].
- 1 maja 1976 roku w Londynie, w St. Nicholas Church Hall, odbył się pierwszy koncert grupy Iron Maiden[18].
- 23 września 1976 r. ostatni koncert Paula Daya z Iron Maiden[18].
- 18 listopada 1976 r. ostatni koncert Dave’a Sullivana oraz Terryego Rance’a z Iron Maiden[18].
- 10 listopada 1977 r. ostatni koncert Dennisa Wilcocka z Iron Maiden[18].
- 13 listopada 1977 r. ostatni koncert Thundersticka z Iron Maiden[18].
- 15 lutego 1979 r. pierwszy koncert Paula Di’Anno z Iron Maiden[18].
- W latach 1976–1979 (do 10 sierpnia) odwołano koncerty zabookowane na: 30 sierpnia 1976, 4 września 1976, 10 marca 1977, 3/4 lutego 1978, 1 lipca 1979 roku[18].
- 3 oraz 4 lutego 1979 roku grupa została okradziona z posiadanego sprzętu muzycznego, na szczęście znaczną część łupu udało się odzyskać[18].
- Ze względu na problemy personalne, przez większą część roku 1978 działalność formacji uległa zawieszeniu[18].
- 1 lipca 1979 roku właściciel klubu odmówił muzykom wstępu na estradę. Zagroził również, iż już więcej nie wystąpią w tej dzielnicy Londynu. Był to jednocześnie pierwszy występ organizowany przez Roda Smallwooda, managera formacji. Kilka lat później dali w tym rejonie serię koncertów, na Wembley Arena[18].
- 3 lipca 1979 roku Paul Di’Anno został aresztowany za posiadanie noża i innych niebezpiecznych narzędzi. Większość repertuaru muzycy zagrali wyłącznie w wersjach instrumentalnych[18].
- Na wielu koncertach zespołu można było spotkać zarówno fanów heavy rocka, jak i punk rocka, dwóch zantagonizowanych wówczas frakcji[18].
- Dennis Wilcock – fan grupy KISS wprowadził elementy widowiska para – teatralnego do koncertów Iron Maiden[18].
- W 1977 roku powstał pomysł pierwszej maskotki zespołu zwanej „Prowler”. Wspomniany D. Wilcock wkraczał na estradę w masce upiornego starca, zazwyczaj zakładał ją podczas prezentacji utworu „Iron Maiden”[18].
- Grupa bardzo często wykorzystywała przedmioty codziennego użytku na potrzeby stworzenia show estradowego – np. oświetlenie choinkowe, zestaw do nawadniania i natleniania wody akwariowej, domowej roboty petardy[18].
- Gaża za pierwsze koncerty formacji wynosiła od 5 – 15 funtów do podziału pomiędzy wszystkich muzyków[18].
- Dzięki pomocy finansowej muzycy zakupili starą furgonetkę, którą przemieszczali się z koncertu na koncert. Nazywali ją pieszczotliwie „Green Goddess” (pol.: Zielona Bogini)[18].
- Nad zestawem perkusyjnym zazwyczaj znajdowała się podświetlana tablica z logo formacji oraz alabastrową maską Nosferatu, z ust której wyciekała koloryzowana substancja, imitująca krew[18].
- Najczęściej muzycy występowali w takich lokalach jak: The Cart & Horses P.H., The Bridgehouse P.H., Music Machine, The Harrow P.H., The Ruskin Arms P.H.[18]
- Na elewacji The Cart & Horses P.H. znajduje się tablica z informacją, iż klub jest “Miejscem Narodzin Iron Maiden”. Wewnątrz lokalu można obejrzeć wiele pamiątek związanych z pierwszymi koncertami słynnej grupy[18].
- Muzycy wzięli sobie bardzo głęboko do serca punkrockowe hasło „DIY” (Do It Yourself – pol. Zrób To Sam) pragnęli pozostać całkowicie niezależni od muzycznego establishmentu, realizowali owe idee z zadziwiającą konsekwencją, zyskując szacunek i sympatię zdeklarowanych fanów[18].
- Na przełomie 31 grudnia 1978 roku i 1 stycznia 1979 roku grupa zrealizowała swoje legendarne demo The Soundhouse Tapes, muzycy z uwagi na brak funduszy spali w furgonetce. Rankiem ich twarze okrywał szron[18].
- Wylansowane przez DJ Neala Keya nagrania zyskały ogromne uznanie w undergroundzie, o zespole usłyszały tysiące osób[18].
- Demo The Soundhouse Tapes stanowiło ogromną inspirację i przełom na gruncie popularyzowania nowych form promocji, wśród kolejnych generacji grup heavymetalowych[18].
- Pierwsze koncerty zagrane w 1976 roku przyciągały jednorazowo od kilkunastu do około stu osób, zaś 1979 roku średnia na koncertach wynosiła 300 osób i wciąż rosła[18].
- Muzycy już w 1977 roku mogli podpisać kontrakt płytowy z niezależnymi wytwórniami, jednak warunki co do image (punkowego) i repertuaru, okazały się nie do zaakceptowania[18].
- Rod Smallwood był przyjacielem zespołu, fanem ich muzyki i managerem. Był też pierwszą osobą z tzw. branży, która doceniła ich potencjał, choć podówczas nikt nie wróżył jego nowym podopiecznym spektakularnego sukcesu[18].